# Helen Kim
Helen Kim, nome coreano Kim Hwal-lan (김활란?, 金活蘭?; Incheon, 27 febbraio 1899 – Seul, 10 febbraio 1970), è stata un'educatrice e diplomatica sudcoreana.
È stata una delle leader femminili più influenti nella Corea del XX secolo, rifiutando il ruolo confuciano tradizionale della donna e promuovendo la parità di genere attraverso il movimento New Woman, ma anche una delle più controverse, designata come collaborazionista del Giappone durante l'occupazione della Corea. Per la maggior parte della sua vita ha lavorato per l'Ewha Womans University, trasformandola nell'università femminile più grande al mondo. Nel 1950 ha fondato il quotidiano The Korea Times.

## Biografia
Nasce con nome Kim Gi-deuk a Incheon il 27 febbraio 1899, da Kim Jin-yeon, un magazziniere portuale originario di Cheolsan (P'yŏngan Settentrionale), e Park Do-ra, una devota cristiana che nel 1906 fa battezzare tutta la famiglia, dando alla figlia il nome di Helen, trasposto in Hwal-lan con il passaggio al coreano. Della famiglia fanno parte anche tre fratelli, due sorelle e due sorellastre nate da un precedente matrimonio del padre.
Kim comincia le primarie nella sua città natale, ma nel 1908 la famiglia si trasferisce a Seul dopo il fallimento dell'attività del padre, ed ella entra all'Ewha Girls School, già frequentata dalle due sorelle maggiori, con una borsa di studio. Si diploma dalle superiori nel 1913 e prosegue con l'educazione universitaria per altri cinque anni, sostenuta dalla madre e nonostante l'iniziale opposizione del padre, che la voleva vedere sposata. Nel 1922 fonda la YWCA (Young Women's Christian Association) coreana insieme a Kim P’il-lye e Yu Kak-kyong, ricoprendo la carica di presidente a intermittenza tra gli anni 1920 e 1930. Su raccomandazione del missionario Herbert Welch, vescovo della Chiesa metodista coreana, ottiene un bachelor's degree all'Università Wesleyana dell'Ohio (1924) e un master in filosofia all'Università di Boston (giugno 1925), rientrando in Corea come decano di facoltà dell'Ewha College. Coinvolta nella Kŭnwuhwoe, un'organizzazione femminile nazionale fondata nel 1927 per porre fine alle "pratiche e credenze feudali coreane restanti, nonché ai limiti coloniali", la lascia in breve tempo perché "riluttante a lavorare con donne marxiste e socialiste". Dopo aver seguito il suggerimento della preside dell'Ewha, Alice Appenzeller, nel 1931 consegue un dottorato in educazione alla Columbia University con una tesi sull'istruzione nelle zone rurali per la rigenerazione della Corea. Nel 1939 diventa rettore dell'Ewha College, e dell'Ewha Womans University dal 1945 al 1961.
Nel 1945, fonda il Comitato coreano per l'istruzione insieme a O Ch'ǒn-sǒk, Yu Ŏk-kyǒm e Paek Nak-chun. Tre anni dopo, diventa direttore dell'Ufficio di pubblica informazione del primo presidente sudcoreano, Syngman Rhee, lavorando principalmente nel campo della pubblicità, promuovendone immagine e agenda politica a livello sia nazionale sia internazionale. Nel 1949 rappresenta il Paese all'Assemblea generale delle Nazioni Unite a Boston. Durante il suo mandato all'Ufficio di pubblica informazione, che termina il 25 novembre 1950, raccomanda la creazione di un quotidiano in lingua inglese e ne sceglie il nome, The Korea Times, reputandolo il migliore per rappresentare l'intera nazione: il primo numero viene pubblicato il 1º novembre 1950. Dal 5 luglio 1951 al dicembre 1953 è presidente ed editore del Korea Times. Nel 1955 diventa vicepresidente della Croce Rossa sudcoreana.
Nell'agosto 1963 riceve il Premio per l'Istruzione dalla Corea del Sud, il Ramon Magsaysay Award dalle Filippine e la citazione dell'Upper Room dalla World Christian Leadership. Muore a Seul nel 1970 per un'emorragia cerebrale. Il funerale viene sostituito da un concerto, come disposto nelle sue ultime volontà.

## Convinzioni

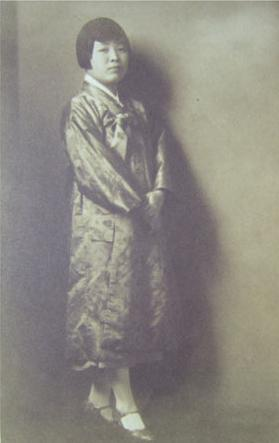
Kim nel 1928

Secondo Haeseong Park, assistente professore presso il dipartimento di storia e scienze politiche della Charleston Southern University, la partecipazione di Helen Kim alla politica sudcoreana è stata dettata dai suoi punti di vista cristiani e femministi, le principali ispirazioni della sua vita. Metodista e fortemente devota a Cristo, tenne lezioni bibliche domenicali nella chiesa dell'Ewha dal 1935 alla sua morte, oltre a servire l'International Missionary Council e il consiglio ecumenico delle Chiese, fu presidente dell'Associazione coreana degli educatori cristiani, presidente onorario del Movimento nazionale di evangelizzazione e presidente del Comitato coreano del movimento di evangelizzazione cristiana. Credeva nel movimento del Vangelo sociale, sostenendo che i cristiani dovessero impegnarsi politicamente per stabilire un governo basato su giustizia e libertà, l'unico che potesse sviluppare la Corea. Sul piano femminista, Kim era convinta che le donne contribuissero alla società come educatrici dei figli e aiutanti dei mariti, e che il lavoro domestico fosse produttivo e importante quanto quello salariato; contemporaneamente incoraggiava le donne ad assumersi responsabilità sociali, sostenendo che la diplomazia fosse una carriera adeguata alla profonda sensibilità del genere femminile.

## Lascito
Helen Kim è stata la prima donna coreana a ottenere un dottorato, e ne ha ricevuti cinque honoris causa. Ha trascorso la maggior parte della sua vita – dal 1918 al 1970 – lavorando per l'Ewha Womans University, come insegnante, preside, rettore, rettore emerito e presidente del consiglio di amministrazione, trasformandola nell'università femminile più grande al mondo.
Decenni dopo la sua morte, Kim è considerata una figura controversa per il suo coinvolgimento in attività che erano considerate "pro-giapponesi" durante l'occupazione della Corea, che ella giustificò come "necessarie per tenere aperta l'Ewha sotto le dure politiche coloniali". Per lo stesso motivo, anche dopo la liberazione cooperò con le forze politiche del regime autoritario di Syngman Rhee e della dittatura militare di Park Chung-hee, e nel periodo in cui lavorò per il primo, coinvolse le studentesse dell'università nell'intrattenimento dei soldati delle Nazioni Unite schierati nella guerra di Corea. Nel 1998 l'opinione pubblica sudcoreana si è opposta con forza alla decisione dell'università di istituire un riconoscimento a lei intitolato da attribuire a donne e organizzazioni femminili esemplari, citando tra le ragioni i suoi discorsi e attività pro-giapponesi, come usare la sua posizione di preside dell'Ewha per incoraggiare ad arruolarsi nell'esercito nipponico. La sua effigie è stata a volte bruciata, e nel 2013 più di trecento studenti dell'Ewha hanno richiesto la rimozione della sua statua dal campus.
La femminista Kwon Insook ha suggerito che la "sproporzionata attenzione pubblica" riservata a Kim e ad altre cinque collaborazioniste donne rispetto ai collaborazionisti uomini, molto più numerosi, potrebbe avere radici patriarcali. Choi Hyaeweol ha scritto che i suoi discorsi e azioni a sostegno del Giappone potevano essere visti come coerenti con gli insegnamenti della chiesa metodista a cui apparteneva, e interpretati come "rientranti negli interstizi tra la collaborazione aperta e il patrocinio femminista", quali tentativi di ampliare le sfere d'influenza femminile al di là delle norme di genere patriarcali e dell'oppressiva autorità coloniale. Choe Eun-hui, la prima giornalista coreana, contemporanea di Kim, la considerava "una figlia della fortuna che ha veleggiato nel vento senza avversità".

## Opere
- (EN) Helen Kim, Grace Sufficient: The Story of Helen Kim, a cura di J. Manning Potts, Nashville, The Upper Room, 1964,  pp. 199.
- (KO) Kim Hwal-lan, Uwol munjip 1 (우월문집 1?, 又月文集 1?), Seul, Ewha Womans University Press, 1979,  pp. 328.
- (KO) Kim Hwal-lan, Uwol munjip 2 (우월문집 2?, 又月文集 2?), Seul, Ewha Womans University Press, 1986,  pp. 306.
- (KO) Kim Hwal-lan, Cheo soriga deullineunya (처 소리가 들리느냐?), Seul, Ewha Womans University Press, 1996.
- (KO) Kim Hwal-lan, Geu bitsog-ui jageun saengmyeong: Uwol Kim Hwal-lan jaseojeon (그 빛속의 작은 생명?), Seul, Ewha Womans University Press, 10 febbraio 1999,  pp. 306, ISBN 9788973001118.